# ویازنیکی
ویازنیکی (به روسی: Вязники) از شهرهای کوچک روسیه با جمعیت ۴۱,۲۴۸ نفر است.

## موقعیتجغرافیاییویازنیکی
ویازنیکی در منطقه ولادیمیر روسیه قرار دارد.

## تاریخویازنیکی
ویازنیکی در سال ۱۸۰۲ میلادی ساخته شد. ارتفاع استراتژیک مشرف آن به رود کلیازما برای دفاع از محدوده پایتخت قرون وسطایی ولادیمیر از اهمیت ویژه ای برخوردار بود. به همین دلیل در قرن دوازدهم قلعه ای در آنجا ایجاد شد.

## معنی نام شهر
نام شهر ویازنیکی از کلمه ویازنیک در زبان روسی به معنی درخت نارون گرفته شده‌است. در شهر ویازنیکی درختان نارون به تعداد زیاد وجود دارد.

## نگارخانه

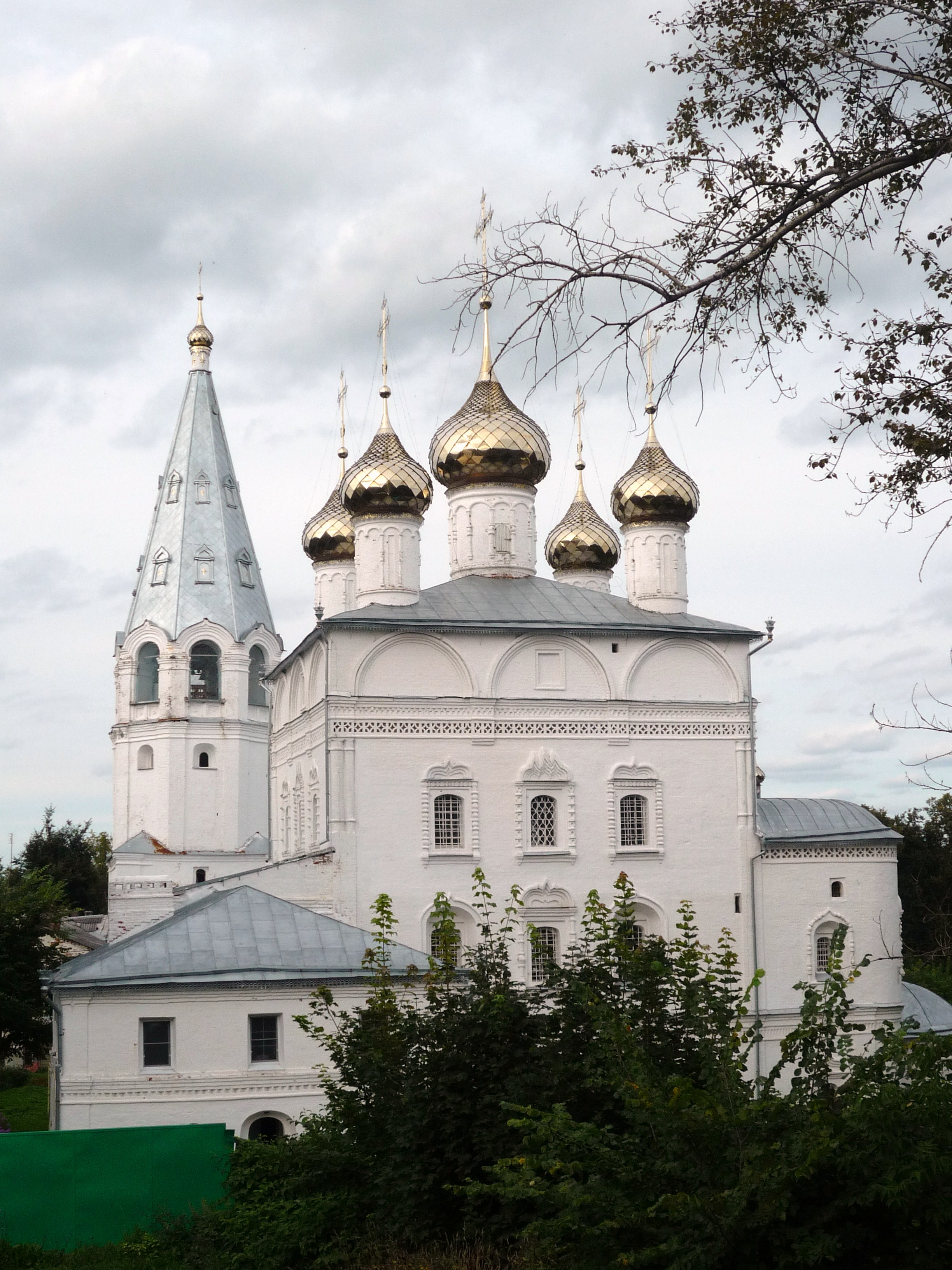
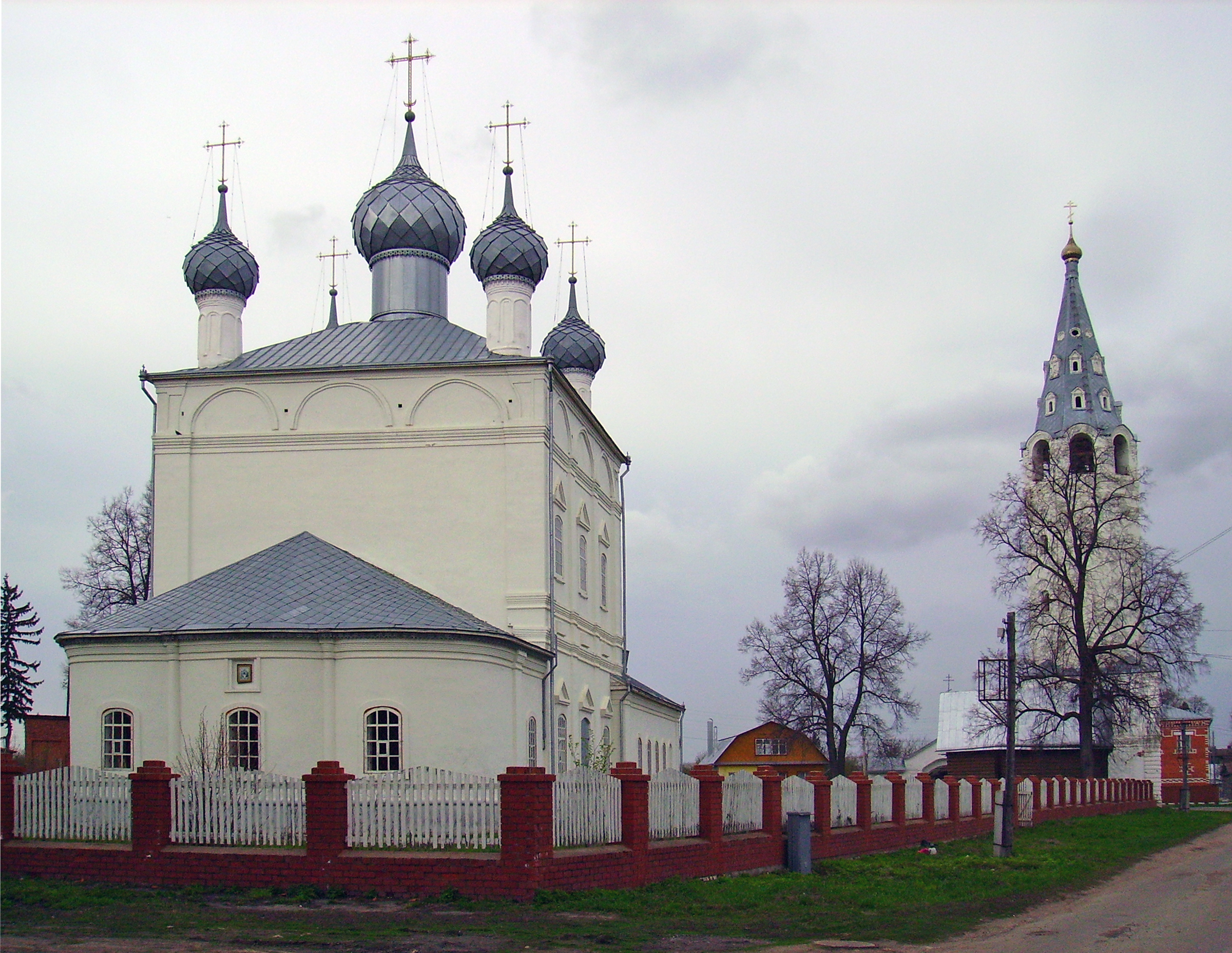
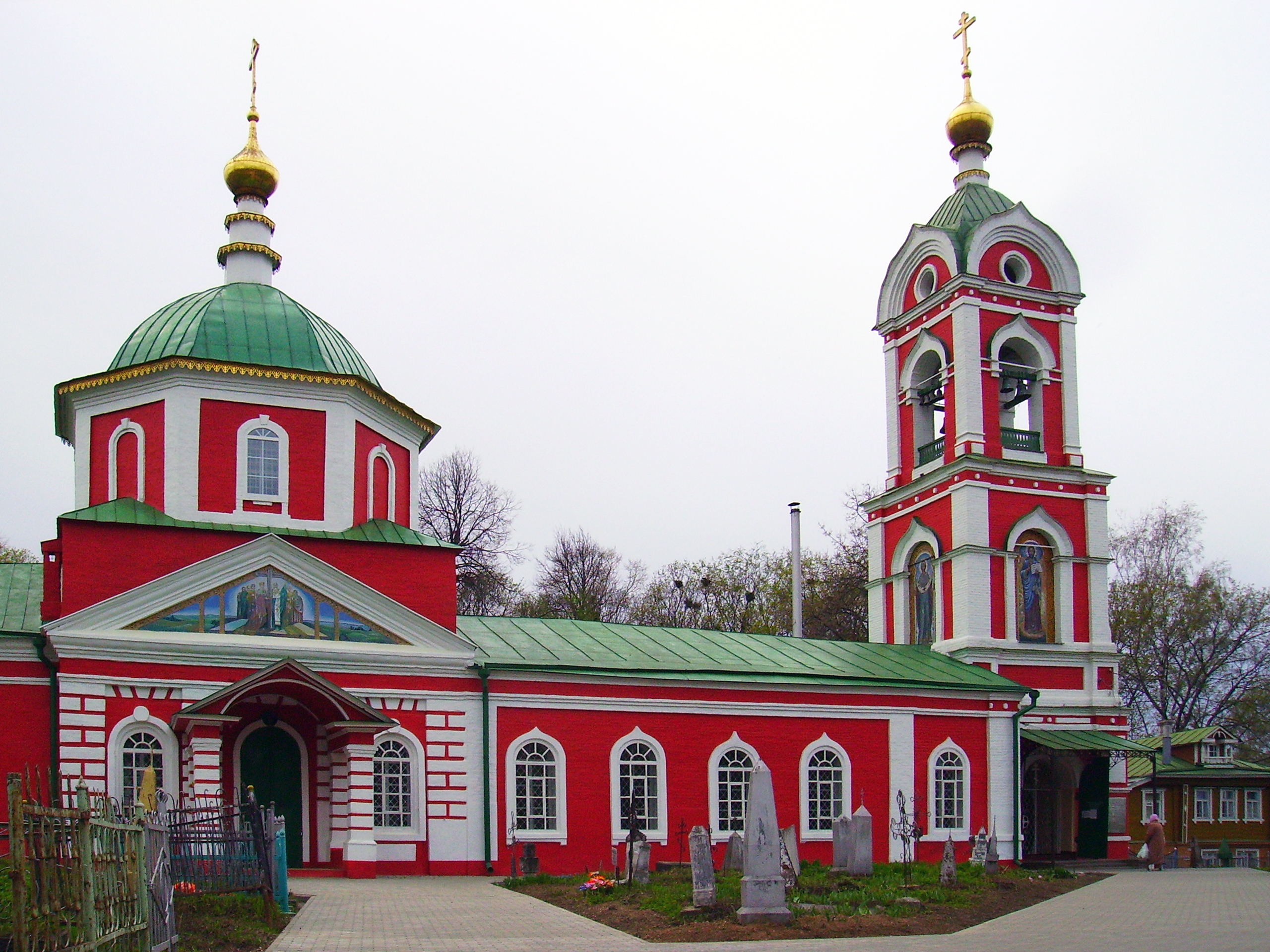
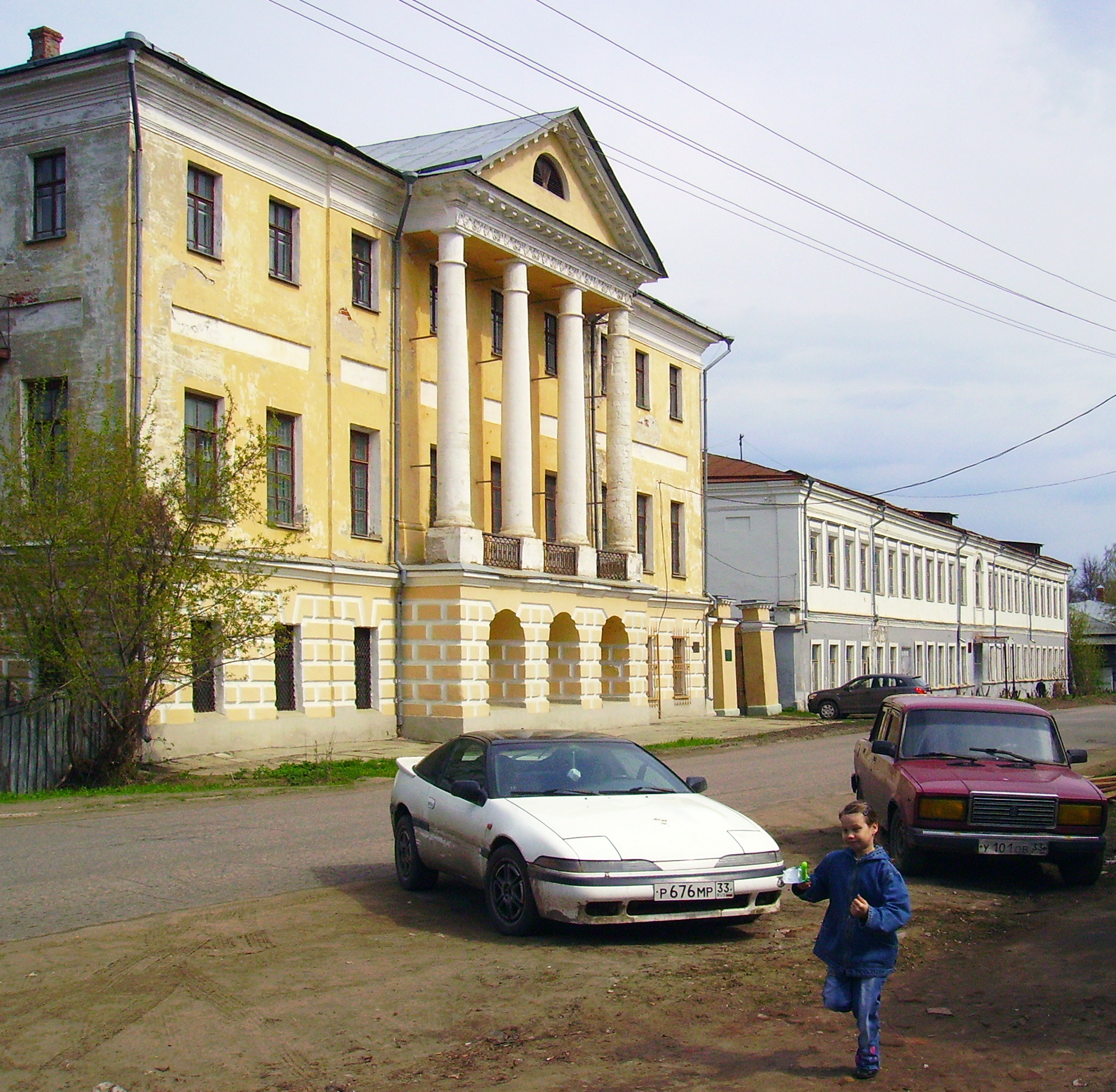
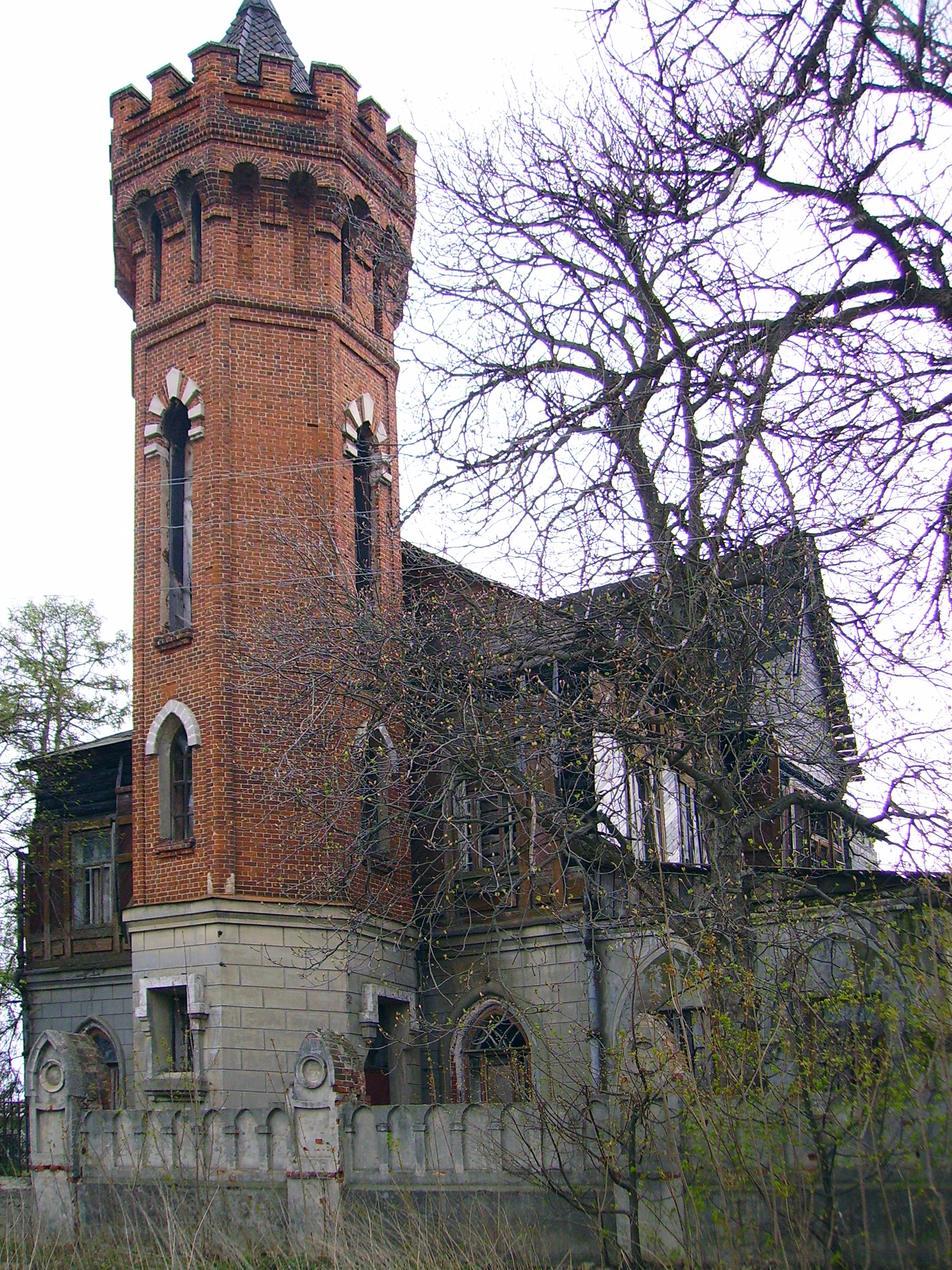